# Religiose missionarie del Sacro Cuore di Gesù e Maria
Le Religiose Missionarie del Sacro Cuore di Gesù e Maria (in francese Religiosas Misioneras del Sagrado Corazón de Jesús y de María; sigla M.S.C.J.M.) sono un istituto religioso femminile di diritto pontificio.

## Storia
La congregazione fu fondata nel 1926 a San Sebastián da Marie-Charlotte Dupouy con l'aiuto di Ippolito Paillas, prete della Congregazione del Sacro Cuore di Gesù di Bétharram.
Il 12 dicembre 1930 la comunità fu canonicamente eretta in congregazione religiosa di diritto diocesano da Mateo Múgica y Urrestarazu, vescovo di Vitoria.
La prima missione fu aperta nel 1947 in Cina, ma dovette essere abbandonata con l'avvento del governo popolare.

## Attività e diffusione
Le suore si dedicano alla promozione delle vocazioni sacerdotali e religiose e all'apostolato nelle missioni.
Oltre che in Spagna, sono presenti in Argentina, Honduras, Uruguay e Thailandia; la sede generalizia è a San Sebastián.
Alla fine del 2015 l'istituto contava 76 religiose in 15 case.